# シンガポール日本人墓地公園

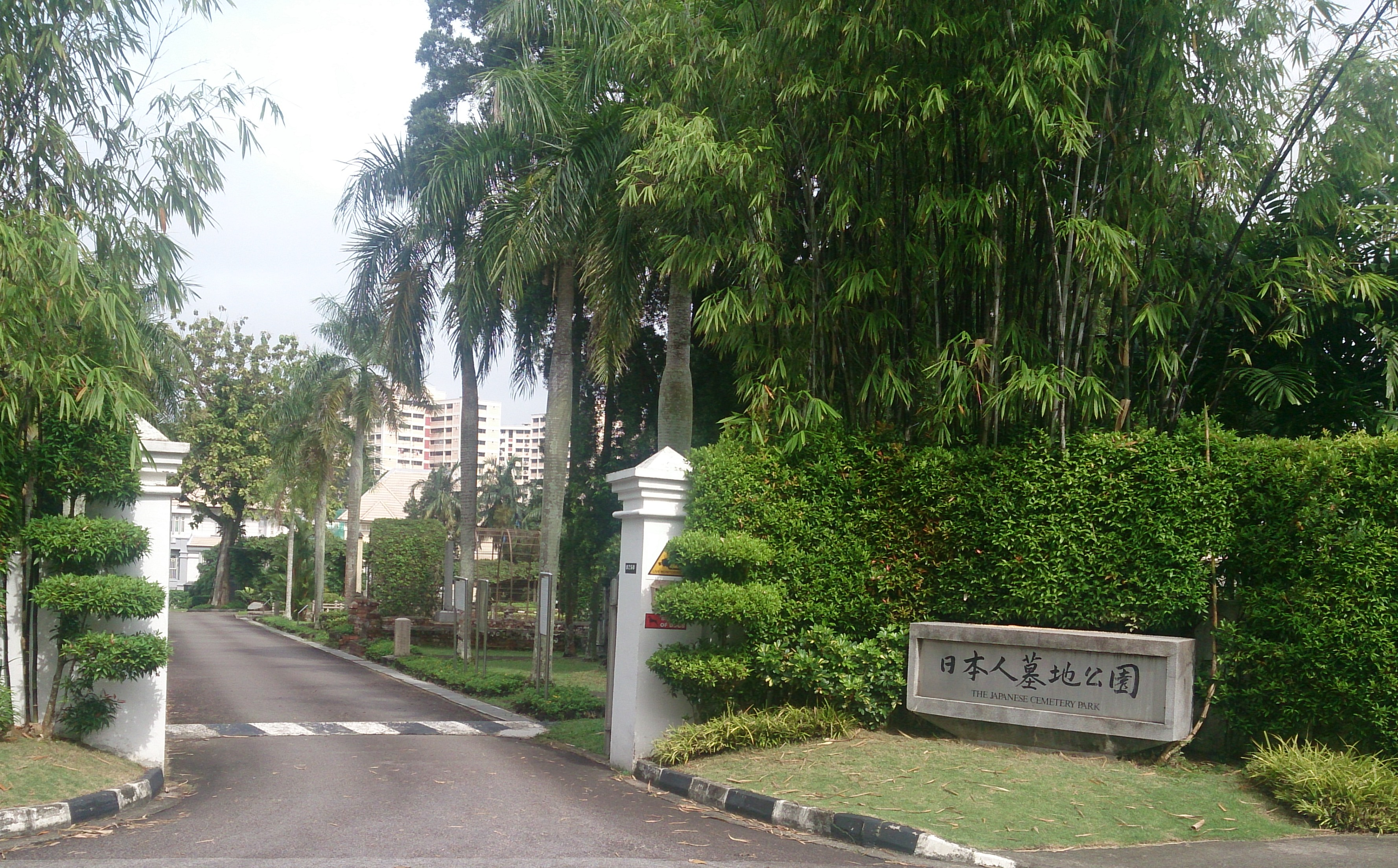
日本人墓地公園入口

シンガポール日本人墓地公園（シンガポールにほんじんぼちこうえん）は、シンガポール・ホウガンのチュアン・ホウ・アベニュー825B にある、日本人墓地のある公園。1891年に創設され、シンガポールの在留日本人の遺骸が葬られた。ロシアからの帰国途上に客死した二葉亭四迷の墓が有名。日本軍の占領中・終戦直後には多くの戦没者の慰霊碑が建立された。1957年には墓地の管理を目的の一つとしてシンガポール日本人会が設立された。1974年にシンガポール政府から墓地使用禁止命令が出されたことを契機に、墓地公園として保存されることになった。

## 歴史

### 創設
1888年11月、シンガポールの主な在留日本人が娘子軍の女性たちだった頃、娼館・ゴム園・雑貨商を経営して成功した二木多賀次郎が、彼女たちが獄死者や斃馬の埋葬地に葬られていたのを哀れに思い、自己所有のゴム園の一角に墓地を作ったのが始まり。
1891年、二木と、かつて上海に滞在し本願寺の慈善会墓地を知っていた渋谷銀治と中川菊三が協力してシンガポール政庁に日本人墓地の創設を請願し、同年6月26日にシンガポール政庁の許可を受けてセラングーンに二木の所有していたゴム園の一角6エーカーと公有地2エーカーを合わせた8エーカー（約1万坪）の墓地を新設した。
シンガポール日本人会・史蹟史料部 (2004, p. 162)によると1888年の墓地創設時、シンガポール日本人会 (1978, p. 90)にある「南洋の50年」からの引用によると1891年の墓地新設時に、囚人墓地に埋められていた日本人（27人）の遺骨が新墓地に改葬された。
二木は後に自身で私有地4エーカー余を寄付し、999年無料貸下げの許可を得た。

### 管理
シンガポール日本人会 (1978, p. 90)は、「南洋の50年」からの引用として、創設以来、二木が墓地の維持管理にあたった、としているが、シンガポール日本人会・史蹟史料部 (2004, p. 174)によると1888年には墓地内の無縁仏の管理にあたるため共済会（はじめ慈善会と称した）が発足しており、シンガポール日本人会・史蹟史料部 (2004, p. 162)は、墓地の管理は有志と共済会、日本人会が行っていた、としている。

### 御堂
2004年現在、墓地内にある御堂は無宗教の御堂となっている。以前の御堂は釈教山西有寺といい、1893年に、兵庫県出身でシンガポールに渡来し托鉢を続けていた楳仙和尚が結んだ草庵を由来とし、1911年12月に永平寺管主・日置黙仙和尚によって開堂式が行われた。当時の御堂はシロアリ被害で現存せず、2004年現在の御堂が3代目となっている。

### 墓標数
公園内には910基の墓標があり、氏名合計は1,013柱。没年別では
- 明治時代 309柱
- 大正時代 122柱
- 昭和時代  88柱
- 不明 494柱

となっている。

### 二葉亭四迷の墓
ロシアから日本へ帰る途中、インド洋上で病没したロシア文学者の二葉亭四迷の遺骸が葬られ、その墓は墓地の東北隅にある。

### 戦時中

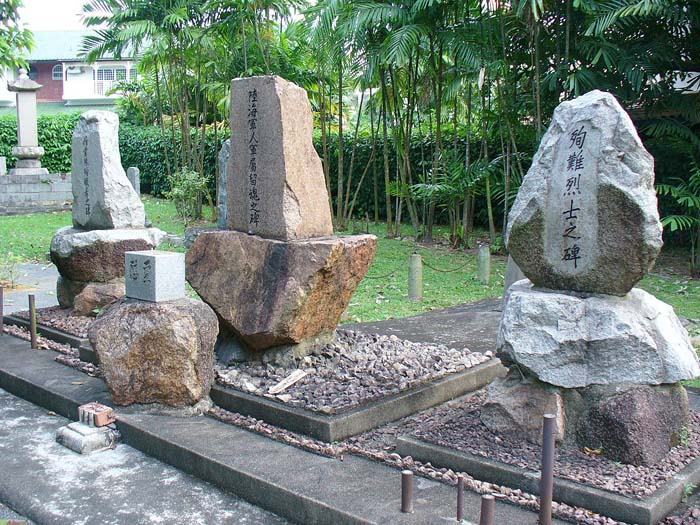
日本人戦没者の慰霊碑

日本がシンガポールを占領すると、マレー作戦での戦没者の記念碑など大型の石碑が建てられた。主なものは下記のとおり。
- 寺内寿一の墓

1946年にジョホール州レンガムで病没した寺内寿一の墓碑。日本軍作業隊によって建てられた。
- 日本軍作業隊の碑

終戦後、苛酷な労働に従事した作業隊員の死亡者という印象を与えるが、実は日本軍の占領中に死亡した軍人・軍属の遺骨が、内地送還の便船がないため市内の本願寺に安置されていたものを、この墓地に埋葬しており、その数約4千柱とみられている。終戦後、作業隊に従事しての死亡者数に関しては正確な記録が残っていない。
- 陸海軍人軍属留魂の碑
- 殉国烈士の碑
- 近歩5連隊の墓

マレー作戦の激戦地、ジョホール州バクリの戦いで全滅に瀕した大柿隊長以下の戦死者の追悼碑
- 戦犯受刑者の墓

135柱と彫ってある小型のコンクリートの墓標は、チャンギ刑務所で処刑された戦犯の遺骨の一部を埋葬したもの、79柱は同じくクアラルンプール、マラッカ、ペナンで処刑された戦犯の遺骨の一部。
- ひのもと地蔵

終戦後、ジュロンの集結所で死亡した日本人41名の慰霊のため、赤道会やジュロン会が醵金して建立したもの。

### 戦後
戦後しばらくは、日本人のシンガポール入国は禁止されていたため訪れる人もなく荒れるに任せていたが、1952年の日本総領事館再開後、館員と在留邦人が共同で清掃管理にあたり、二宮謙総領事を委員長とする「日本人共同墓地管理委員会」が設立され、同委員会を組織・運営していくための母体として1957年1月8日にシンガポール日本人会の前身「日本クラブ」が発足した。
戦後、シンガポールでは、墓地を接収して宅地開発が進められ、日本人墓地に対しても1974年に墓地使用禁止命令が伝達されたが、日本大使館とシンガポール日本人会がシンガポール政府と折衝した結果、墓地公園として保存することが許可された。

## 所在地
シンガポール・ホウガンの、アッパー・セラングーン路（Upper Serangoon Road）を左折してイオ・チュー・カン路（Yio Chu Kang Road）をしばらく行った右側にあるチュアン・ホウ・アベニュー（Chuan Hoe Avenue）に入り、墓地の標識から10メートルほど入った所に入口の門がある。

## 寄付
シンガポール日本人会は、日本人墓地公園の寄付活動を続けている。ご寄付を頂いた方々（S$100以上）のお名前は1年ごとに纏めてメモリアルプラザの銘版に記載される。